# Port lotniczy Nanning-Wuxu
Port lotniczy Nanning-Wuxu (IATA: NNG, ICAO: ZGNN) – międzynarodowy port lotniczy położony 32 km od centrum Nanning, w regionie autonomicznym Kuangsi, w Chińskiej Republice Ludowej. Lotnisko zostało otwarte w 1962.

## Linie lotnicze i połączenia
| Linia Lotnicza           | Kierunek |
| ------------------------ | --- |
| 9 Air                    | 1. Fuzhou 2. Xishuangbanna |
| AirAsia                  | 1. Kuala Lumpur |
| Air China                | 1. Pekin 2. Pekin-Daxing 3. Chengdu-Shuangliu 4. Chengdu-Tianfu 5. Hangzhou 6. Szanghaj-Pudong 7. Tiencin |
| Air China Inner Mongolia | 1. Pekin |
| Air Macau                | 1. Makau |
| Beijing Capital Airlines | 1. Bazhong 2. Chongqing 3. Dazhou 4. Hangzhou 5. Jieyang 6. Lijiang 7. Qingdao 8. Sanya |
| Cambodia Angkor Air      | 1. Phnom Penh |
| Chengdu Airlines         | 1. Changsha 2. Nanchang 3. Yancheng |
| China Eastern Airlines   | 1. Pekin-Daxing 2. Hefei 3. Jinggangshan 4. Kunming 5. Nanchang 6. Nankin 7. Ningbo 8. Pu’er 9. Szanghaj-Pudong 10. Taiyuan 11. Wientian 12. Wenzhou 13. Xi’an |
| China Express Airlines   | 1. Quzhou 2. Tiencin |
| China Southern Airlines  | 1. Bangkok-Suvarnabhumi 2. Pekin-Daxing 3. Changchun 4. Changsha 5. Chengdu-Tianfu 6. Chongqing 7. Fuzhou 8. Guangzhou 9. Guiyang 10. Haikou 11. Hangzhou 12. Harbin 13. Huai’an 14. Jieyang 15. Lanzhou 16. Nankin 17. Ningbo 18. Qingdao 19. Szanghaj-Hongqiao 20. Szanghaj-Pudong 21. Shenyang 22. Taiyuan 23. Taizhou 24. Urumczi 25. Wenzhou 26. Wuhan 27. Xiamen 28. Xi’an 29. Xining 30. Xuzhou 31. Yiwu 32. Zhengzhou |
| Dalian Airlines          | 1. Pekin |
| Fuzhou Airlines          | 1. Fuzhou |
| GX Airlines              | 1. Bangkok-Suvarnabhumi 2. Changsha 3. Chengdu-Tianfu 4. Dalian 5. Fuyang 6. Haikou 7. Handan 8. Hohhot 9. Jinan 10. Jining 11. Lijiang 12. Linyi 13. Luoyang 14. Phuket 15. Qingdao 16. Sanya 17. Shangrao 18. Singapur 19. Tiencin 20. Xi’an 21. Xiangyang 22. Xishuangbanna 23. Xuzhou 24. Yichang 25. Yulin 26. Zhangjiajie                                                                                               |
| Hainan Airlines          | 1. Pekin 2. Dalian 3. Haikou 4. Harbin 5. Nanchang 6. Sanya 7. Tiencin |
| Hebei Airlines           | 1. Pekin-Daxing |
| Juneyao Airlines         | 1. Nankin 2. Szanghaj-Pudong 3. Wuxi |
| Kunming Airlines         | 1. Taiyuan |
| Lanmei Airlines          | 1. Phnom Penh |
| Loong Air                | 1. Hangzhou |
| Lucky Air                | 1. Lijiang |
| Nok Air                  | 1. Bangkok-Don Muang |
| Okay Airways             | 1. Haikou 2. Hefei 3. Kaili 4. Lanzhou 5. Sanya 6. Shiyan 7. Tiencin 8. Wuhan 9. Xinzhou 10. Yibin 11. Yinchuan |
| Qingdao Airlines         | 1. Chengdu–Tianfu 2. Ningbo 3. Qingdao 4. Wenzhou |
| Royal Air Philippines    | 1. Manila |
| Royal Brunei Airlines    | 1. Bandar Seri Begawan |
| Ruili Airlines           | 1. Hongkong 2. Jieyang 3. Wuxi 4. Xishuangbanna |
| Scoot                    | 1. Singapur |
| Shandong Airlines        | 1. Harbin 2. Hefei 3. Jinan 4. Qingdao 5. Wuhan 6. Zunyi |
| Shanghai Airlines        | 1. Szanghaj-Hongqiao 2. Szanghaj-Pudong 3. Wenzhou |
| Shenzhen Airlines        | 1. Pekin 2. Changzhou 3. Chengdu-Tianfu 4. Chongqing 5. Dalian 6. Fuzhou 7. Haikou 8. Hefei 9. Linyi 10. Nanchang 11. Nankin 12. Nantong 13. Quanzhou 14. Shenyang 15. Shenzhen 16. Taiyuan 17. Wenzhou 18. Wuhan 19. Wuxi 20. Xiamen 21. Xi’an 22. Yantai 23. Yinchuan 24. Yuncheng 25. Zhengzhou |
| Sichuan Airlines         | 1. Chengdu-Shuangliu 2. Chengdu-Tianfu 3. Chongqing 4. Guangyuan 5. Haikou 6. Hangzhou 7. Harbin 8. Ho Chi Minh 9. Dżakarta 10. Jinan 11. Luzhou 12. Nanchang 13. Tiencin 14. Urumczi 15. Wuhan 16. Xichang |
| Spring Airlines          | 1. Bangkok-Don Muang 2. Dalian 3. Shijiazhuang 4. Yangzhou |
| Tianjin Airlines         | 1. Haikou |
| Urumqi Air               | 1. Ganzhou 2. Zhengzhou |
| West Air                 | 1. Hefei 2. Zhengzhou |
| Xiamen Air               | 1. Fuzhou 2. Hangzhou 3. Qingdao 4. Quanzhou 5. Tiencin 6. Wuhan 7. Xiamen |